# Hadrodactylus
Hadrodactylus is een geslacht van insecten uit de orde vliesvleugeligen (Hymenoptera) en de familie Ichneumonidae.

## Soorten
- H. arkit Kasparyan, 2011
- H. bidentulus Thomson, 1883
- H. caucasicus Kasparyan, 2011
- H. confusus (Holmgren, 1858)
- H. coxatus Davis, 1897
- H. elongatus (Cresson, 1868)
- H. faciator (Thunberg, 1822)
- H. femoralis (Holmgren, 1857)
- H. femoratus (Davis, 1897)
- H. flavicornis (Provancher, 1879)
- H. flavifrons (Fabricius, 1798)
- H. flavofacialis Horstmann, 2000
- H. fugax (Gravenhorst, 1829)
- H. genalis Thomson, 1883
- H. gracilipes Thomson, 1883
- H. gracilis (Stephens, 1835)
- H. graminicola Idar, 1979
- H. idari Kasparyan & Shaw, 2009
- H. incarnator (Aubert, 1985)
- H. inceptus (Cresson, 1868)
- H. indefessus (Gravenhorst, 1820)
- H. insignis Kriechbaumer, 1891
- H. larvatus Kriechbaumer, 1891
- H. laurentianus (Provancher, 1875)
- H. longicornis (Cresson, 1864)
- H. magnacornis (Davis, 1897)
- H. nigricaudatus Sheng, Yang & Sun, 1995
- H. nigrifemur Thomson, 1883
- H. nitidus Kasparyan, 2011
- H. orientalis Uchida, 1930
- H. paludicola (Holmgren, 1856)
- H. rectinervis Roman, 1909
- H. seldoviae (Ashmead, 1902)
- H. seminiger (Provancher, 1874)
- H. semirufus (Holmgren, 1858)
- H. sibiricus Kasparyan, 2011
- H. slavonicus Kiss, 1924
- H. spiraculator Idar, 1979
- H. taigensis Kasparyan, 2011
- H. tianzhuensis Sheng, 2004
- H. tibialis (Ashmead, 1902)
- H. tiphae (Geoffroy, 1785)
- H. townesi Idar, 1983
- H. variegatipes (Ashmead, 1902)
- H. villosulus Thomson, 1883
- H. vulneratus (Zetterstedt, 1838)